# 벌린 리버 드라이버스
| 벌린 리버 드라이버스 |                                    |
| 설립연도             | 2015년                             |
| 해체연도             | 2017년                             |
| 역사                 | 벌린 리버 드라이버스 (2015년~현재) |
| 경기장               | 노터데임 아레나                    |
| 연고지               | 뉴햄프셔주 벌린                    |
| 상징색               | 초콜렛 브라운, 베이지, 하양, 검정  |
| 구단주               | 레니 리치먼                        |
| 단장                 | 게이브 영                          |
| 감독                 | 게이브 영                          |
| 정규시즌 우승        | -                                  |
| 플레이오프 우승      | -                                  |
| 영구 결번            | -                                  |

벌린 리버 드라이버스(Berlin River Drivers)는 미국 뉴햄프셔주 벌린을 연고지로 하는 FHL 소속 아이스 하키팀이다.

## 역대 홈경기장
| 경기장               | 사용기간      | 수용인원 | 장소            | 비고 |
| -------------------- | ------------- | -------- | --------------- | ---- |
| 벌린 리버 드라이버스 |               |          |                 |      |
| 노터데임 아레나      | 2015년~2017년 | 1,680명  | 뉴햄프셔주 벌린 | 빈칸 |